# 甲基磺酰氟
甲基磺酰氟（英語：Methanesulfonyl fluoride，缩写MSF）是一种磺酰卤化合物，是乙酰胆碱酯酶（AChE）的抑制剂，此酶降解乙酰胆碱，一种中樞和周围神经系统中都重要的神经递质。